# Empanada
Empanada je pokrm rozšířený ve Španělsku, Portugalsku a některých zemích Jižní Ameriky (zejména v Chile). Jedná se o zpravidla pšeničnou kapsu plněnou nejčastěji masem (šunkou, tuňákem apod.). Připravuje se v troubě nebo peci.
Obzvlášť vyhlášené jsou empanady z Galicie, kde se často plní rybami a mořskými živočichy (mariscos) a přidává se cibule. Namísto drobných kapes se peče velká empanada přes celý plech, z níž se potom odkrajují libovolně velké řezy. V Galicii se dokonce každoročně konají festivaly empanad. Katalánská obdoba pokrmu se nazývá panada.